# Houtskär
Houtskär (Houtskari en finnois) est une ancienne municipalité insulaire du sud-ouest de la Finlande, dans la région de Finlande du Sud-Ouest.
Le 1er janvier 2009, les communes de Nagu, Houtskär, Iniö, Korpo et Pargas ont fusionné pour former la ville nouvelle de Väståboland.
L'ancienne commune est formée de près de 700 îles, dont seules une poignée sont habitées. On y trouve 19 villages en tout. Les îles principales sont reliées par des chaussées mais le ferry est en revanche le seul lien avec les communes voisines et le continent.
L'isolement est une des sources de l'importante baisse de la population qu'a connu la commune. Houtskär comptait encore 1 955 habitants en 1924, ils n'étaient plus que 1 066 en 1963 et à peine 650 aujourd'hui. La commune continue à s'animer en été, quand arrivent les occupants des 900 maisons de vacances.
L'ancienne commune comporte une très nette majorité de suédophones. La gestion de la commune est très consensuelle, le Parti populaire suédophone y a même obtenu 100 % des voix aux élections municipales de 2004.

## Galerie

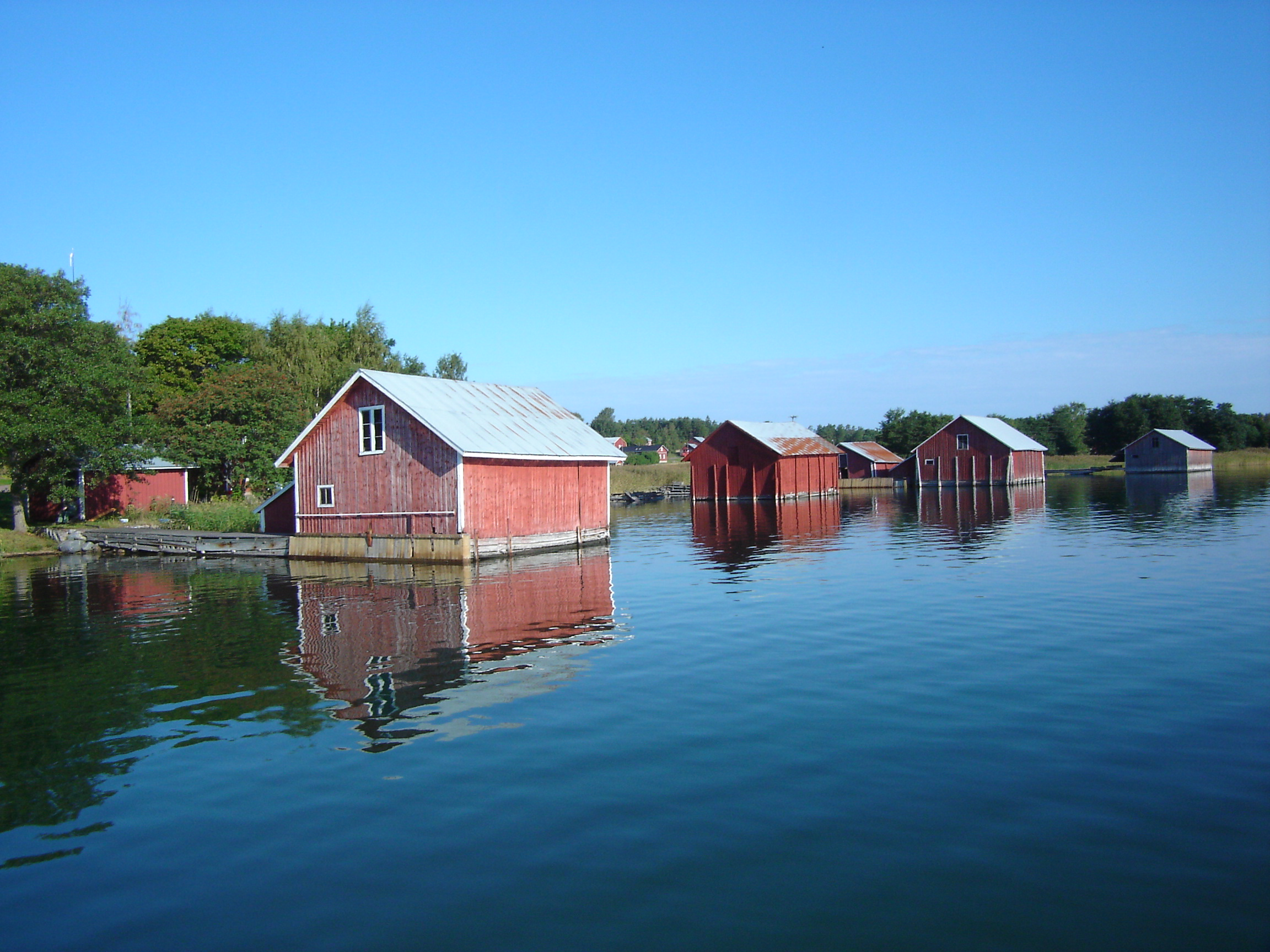
Garages à bateaux à Hyppeis.
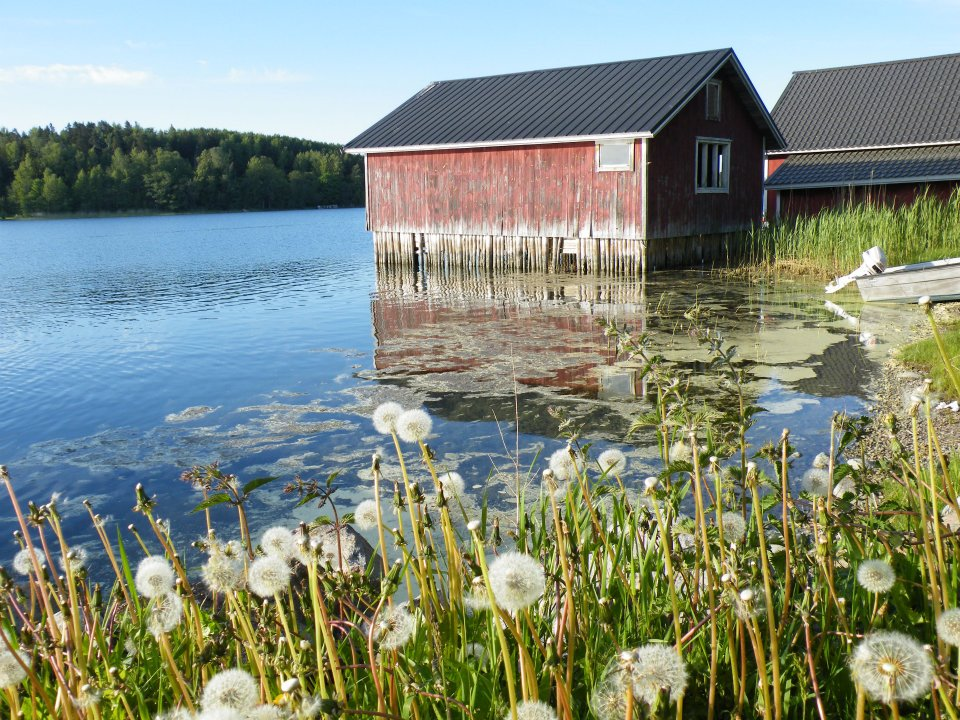
Garage à bateaux, Näsby.
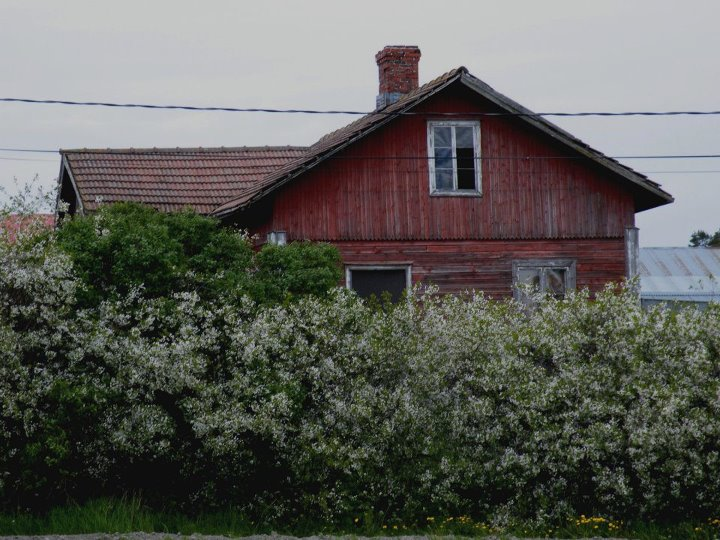
Ancienne batisse, Hyppeis.
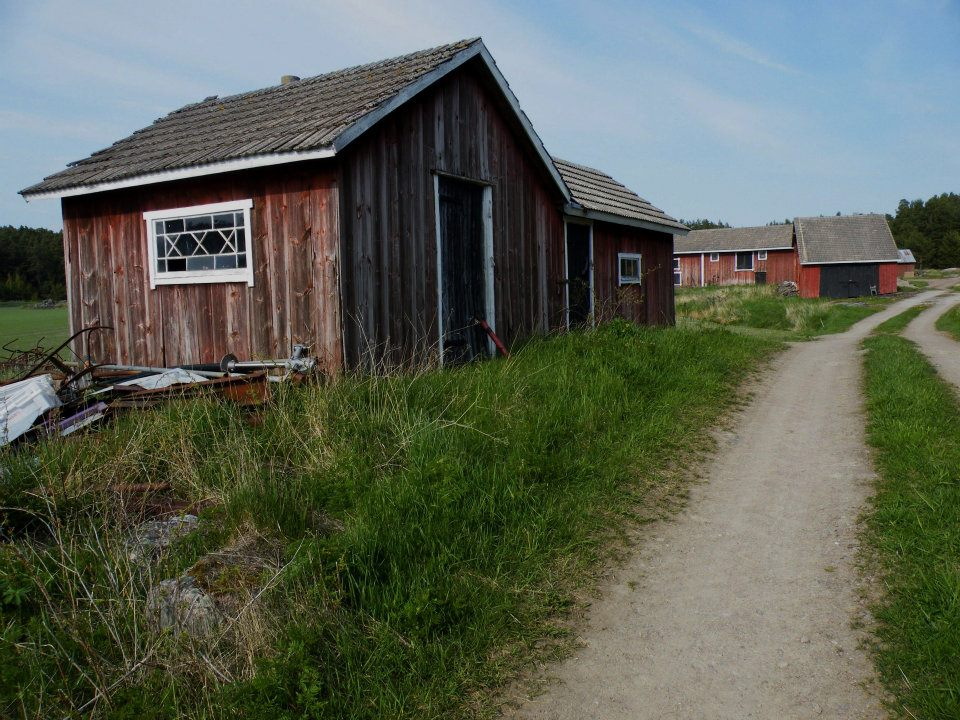
Kylätie, Kittuis.
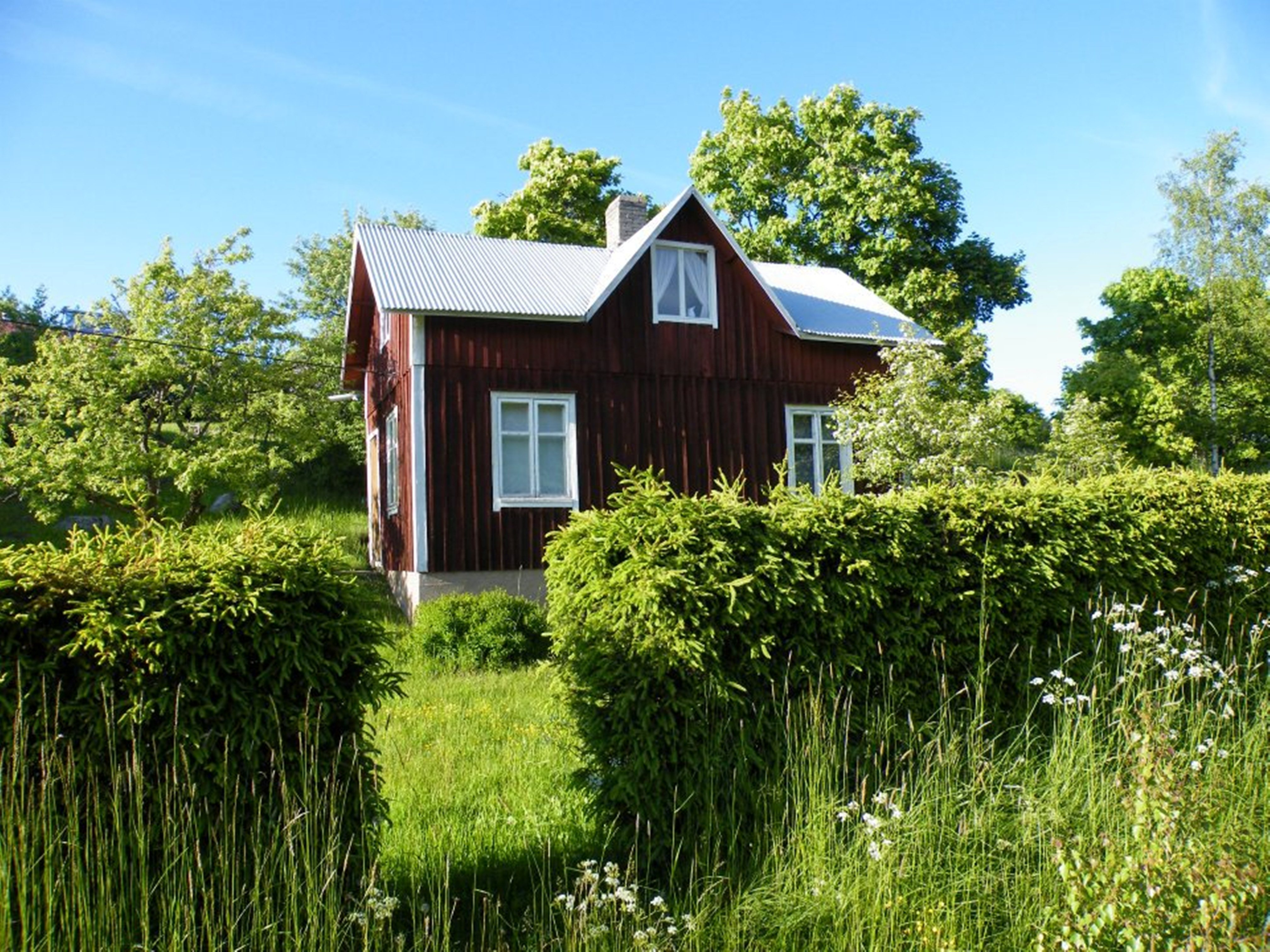
Ancienne batisse, Träsk.
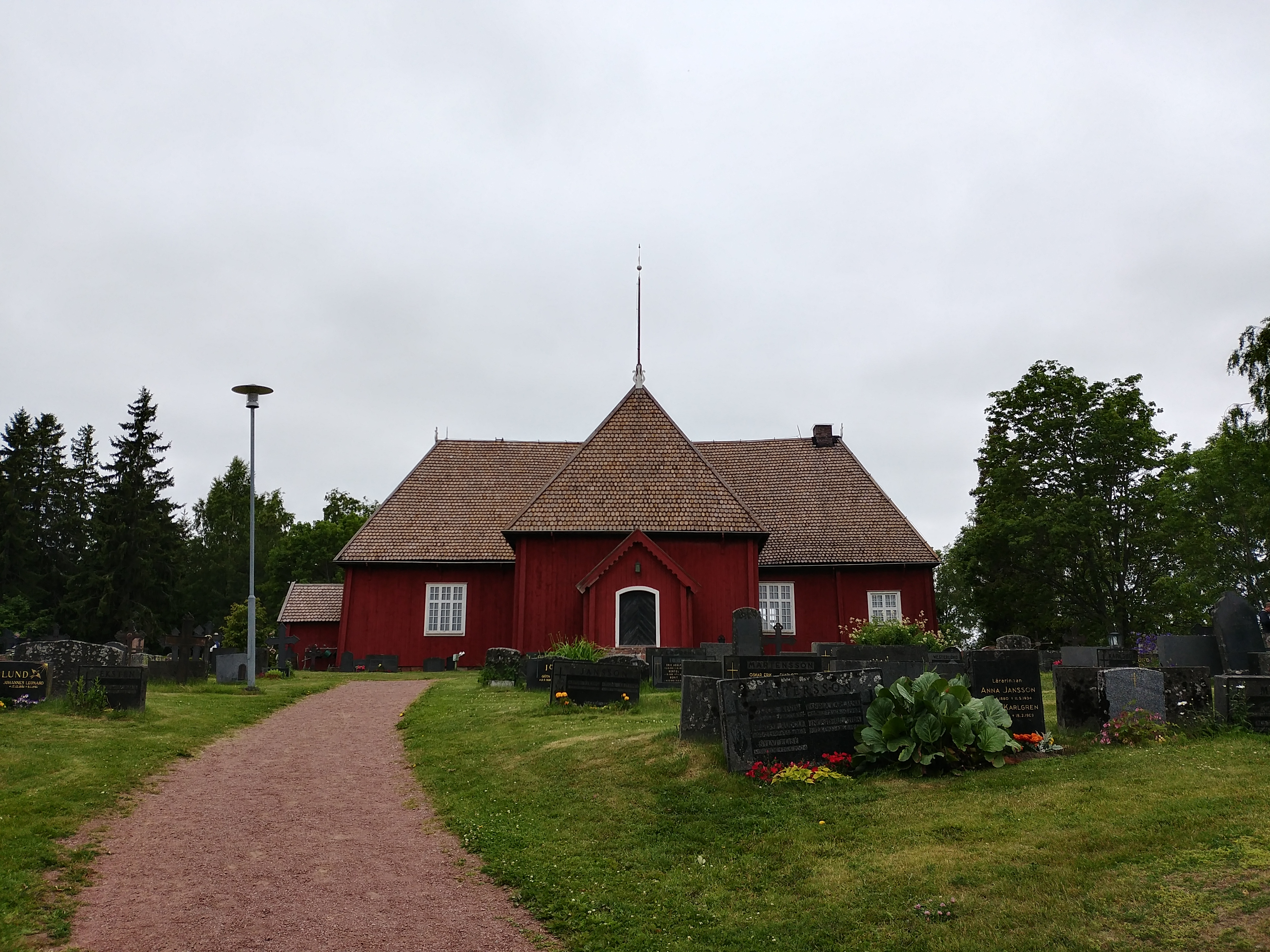
Église d'Houtskär.